# Interstate 24
Interstate 24 eller I-24 är en amerikansk väg, Interstate Highway, som är 509 km. Den går ifrån Gorevill till Chattanooga. 
Vägens huvudsakliga syfte är att leda trafik från St. Louis till Atlanta

## Delstater som vägen går igenom
- Illinois
- Kentucky
- Tennessee
- Georgia